# Călin Alupi
Călin Alupi (* 20. Juli 1906 in Vancicăuț, Bessarabien; † 19. September 1988 in Iași) war ein rumänischer Maler des Post-Impressionismus, der zusammen mit Corneliu Baba und Alexandru Ciucurencu zu den bedeutendsten Künstlern Rumäniens seiner Zeit zählte. Seine Werke sind sowohl in den größten Kunstmuseen seines Heimatlandes als auch in vielen Galerien des restlichen Europas zu besichtigen.

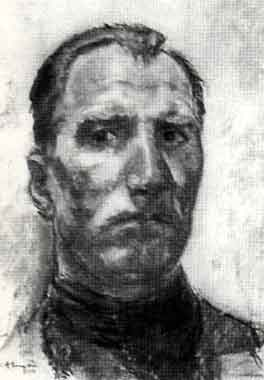
Selbstporträt

## Leben
Als Sohn armer Bauern in Bessarabien, der heutigen Ukraine, war Alupis Kindheit und Jugend vom Leben auf dem kleinen Bauernhof, inmitten der Natur und umliegenden Landschaft geprägt. Seine frühen Erinnerungen von der Umgebung und dem einfachen Leben der ländlichen Bevölkerung formten die Basis seines künstlerischen Lebenswerkes. Im Alter von 13 Jahren besuchte er die Oberschule von Sedriceni, wo er seinen Wunsch zu malen entdeckte. Gefördert wurde er von seinem damaligen Lehrer Nicolae Popovici Lespezi. Im Alter von nur 17 Jahren trat er 1925 in die Akademie für Schöne Künste in lași unter der Leitung von Ștefan Dumitrescu ein. Das ganze Leben lang lebte Alupi in Armut, aber besonders zu dieser Zeit war sie ein großes Hindernis, so dass Alupi nur mithilfe eines kleinen Stipendiums an der Universität verbleiben konnte. 1933 begann er mit der Ausstellung seiner Gemälde, zunächst gemeinsam mit anderen Malern, später allein. Zwei Jahre danach wechselte er in Funktion eines Kunstlehrers an seine ehemalige Hochschule.
1940 wurde Alupi im Zuge des Zweiten Weltkriegs an die Front eingezogen, wo er über die gesamte Dauer des Krieges verblieb. Seine Aufgabe bestand darin, Positionen feindlicher Stellungen zeichnerisch festzuhalten. Nach der Unterzeichnung des Waffenstillstandes lief er den weiten Weg von Odessa zu Fuß nach Hause, wobei er sich chronische Probleme mit Magen und Niere zuzog. Diese gesundheitlichen Mängel zwangen ihn zu zehn Operationen und behinderten ihn bei der Fortsetzung seiner Karriere.
1947 wurde er im Alter von 40 Jahren zum Professor für Bildende Künste an seiner früheren Universität in Iași ernannt. Im selben Jahr heiratete er seine Frau Sandra Constantinescu Ballif, die drei Jahre später seine Tochter Antonia Alupi zur Welt brachte, die heute als Kunstlehrerin in Paris tätig ist.
Nach der Schließung der Universität 1954 zog Alupi mit seiner Familie in die rumänische Hauptstadt Bukarest. In den darauffolgenden neun Jahren arbeitete er als Professor für Bildende Kunst an der Universität Bukarest, ehe er 1963 zur Wiedereröffnung der Akademie in Iași, die jetzt als Pädagogisches Institut benannt war, ohne seine Familie zurückkehrte. Nach seinem Ruhestand im Jahre 1968 zog er wieder zu seiner Familie nach Bukarest, wo er für weitere zwölf Jahre blieb. Da er keinen großen Ruhm anstrebte, wollte er niemals unter der Beobachtung des kommunistischen Regimes arbeiten. Daher befand er sich lange Zeit außerhalb des Blickfeldes und verzichtete völlig auf Eigenwerbung. 1980 zog er begleitet von seiner Frau zum letzten Mal in seine frühere Heimatstadt Iași um, wo er bis zu seinem Tod im Jahre 1988 lebte.

## Malstil

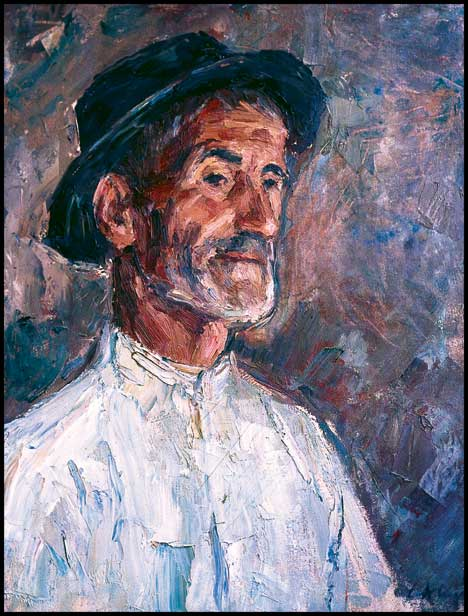
Moş Androne, 1972

Als Zeichner sind seine Werke vor allem durch ihre präzise und gleichzeitig kräftige, als auch dynamische Bearbeitung geprägt. Seine Sujets zeigen oft einfache und realitätsnahe Motive, die eine tiefere Bedeutung der menschlichen Natur und der rumänischen Landschaft enthalten. Er malte schnell und hatte eine Gabe dafür, eine starke emotionale Verbindung mit seinem Motiv einzufangen. Seine Technik basierte nicht auf aufwendigen Kompositionen, sondern einer authentischen Darstellung, die seine Zuneigung für den „einfachen Mann“ und eine ärmliche Gesellschaft enthielt, aus der er selbst stammte und die den größten Einfluss auf ihn ausübte. Dieses Motiv vereint alle seine Werke. Seiner Meinung nach waren ländliche Sujets wie Bäume, Haustiere, Blumenwiesen oder die einfachen Hütten, die „ehrlichsten“ Motive, die die meisten Geschichten zu erzählen haben. Seine Aufgabe bestand für ihn also darin, die Aufrichtigkeit der Gegenstände oder Menschen hervorzuheben und nicht künstlerisch zu beschönigen, oder wie Alupi persönlich meint, seine Motive nicht zu „belügen“.
Viele Kunstforscher sehen daher in Alupis Kreativität eine „unschuldige Liebe“, die im Moment seines Schaffens zwischen Maler und Motiv entflammte und so bei der Betrachtung seiner Werke stets bedacht werden sollte.

## Ausstellungen
Während seines Lebens stellte Alupi in regelmäßigen Abständen von zwei bis drei Jahren eine große Anzahl seiner Werke aus. Dabei sind vor allem die regionale Kunstausstellung in seiner Heimatstadt Iași und die jährliche Messe der Bildenden Künste in Bukarest zu nennen. Schnell verbreitete sich sein guter Ruf auch im Ausland, so dass weitere seiner Bilder bei Gruppenausstellungen in Sofia (1954) und Warschau (1955) gezeigt wurden. Schon bald erlangte er auch in Westeuropa einen gewissen Bekanntheitsgrad, der ihm erlaubte, Ausstellungen in Rom und Triest (1971) sowie in Paris und Saint-Germain-en-Laye (1978) zu begleiten.
Die größte Sammlung seiner bedeutendsten Werke wurde 2002 im Zuge seiner Gedenkausstellung im rumänischen Staatspalast in Bukarest veröffentlicht. Die 150 Arbeiten wurden aus zahlreichen Museen und Privatsammlungen Europas zusammengebracht und vom rumänischen Parlament finanziert.